# Tafelspitz (Fleisch)

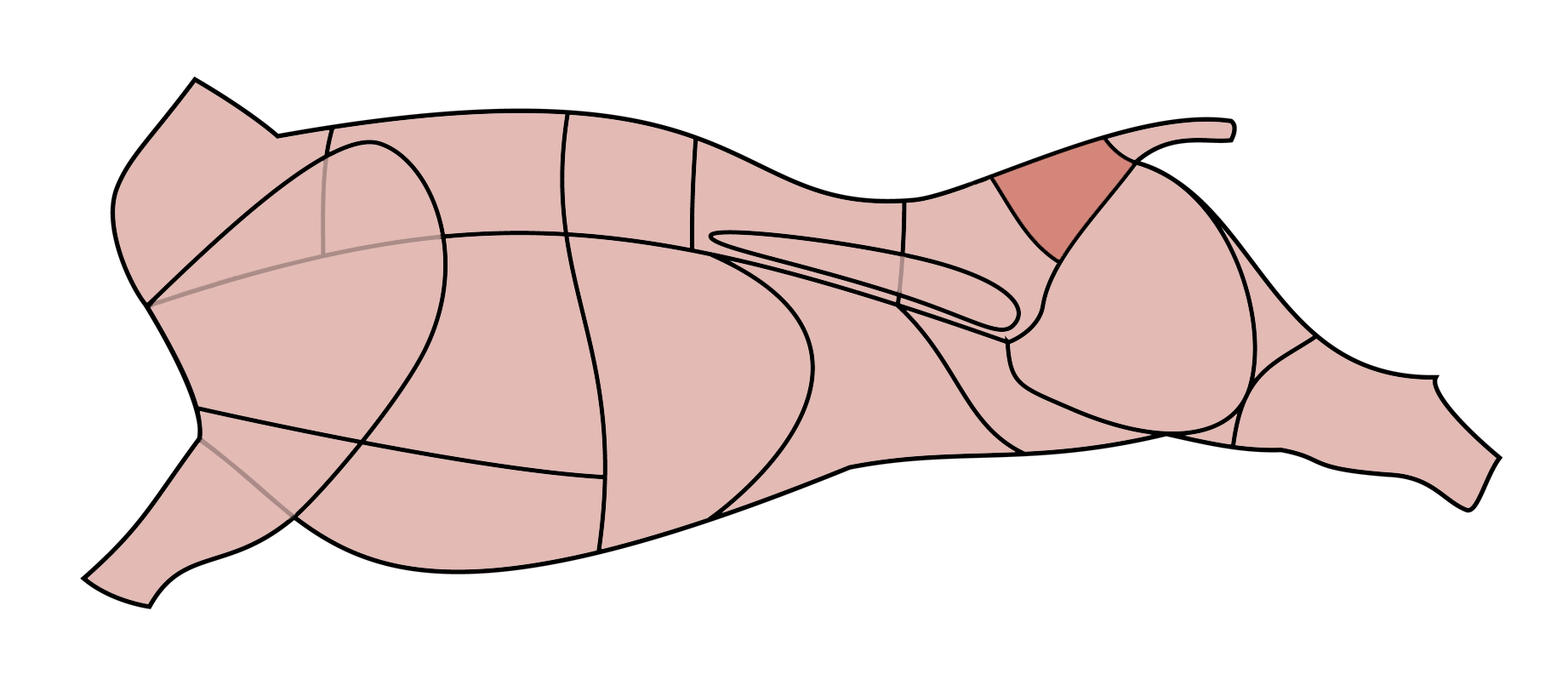
Lage des Tafelspitzes, eines Teils des Schwanzstücks

Der Tafelspitz ist die vordere, an die Hüfte grenzende, dünn auslaufende Spitze des Schwanzstücks (vom Rind oder Kalb), die auf ihrer hautzugewandten Seite von einer Fettgewebsschicht überzogen ist. Er wird für die Zubereitung des gleichnamigen Fleischgerichts Tafelspitz verwendet. Die Fettgewebeschicht wird für das Gericht Tafelspitz weitgehend entfernt. 
Anatomisch handelt es sich um einen Teil des Musculus gluteobiceps.
Das im Wesentlichen gleiche Stück Fleisch wird von der brasilianischen Küchenkunst als Picanha bezeichnet.